# Polo ai Giochi olimpici
Il polo è stato introdotto ai Giochi olimpici estivi nel 1900. Ha fatto parte del programma olimpico per altre quattro edizioni fino ad essere eliminato dopo i Giochi della XI Olimpiade nel 1936.
La prima competizione vide in gara team misti anglo-americani e anglo-francesi al fianco della nazionale messicana.

## Medagliere
| Pos | Nazione       | Oro | Argento | Bronzo | Totale |
| --- | ------------- | --- | ------- | ------ | ------ |
| 1   | Gran Bretagna | 2   | 3       | 1      | 6      |
| 2   | Argentina     | 2   | 0       | 0      | 2      |
| 3   | Squadra mista | 1   | 1       | 1      | 3      |
| 4   | Stati Uniti   | 0   | 1       | 1      | 2      |
| 5   | Spagna        | 0   | 1       | 0      | 1      |
| 6   | Messico       | 0   | 0       | 2      | 2      |

## Albo d'oro
| Edizione                                                  | Oro                                 | Argento                           | Bronzo                                     |
| --------------------------------------------------------- | ----------------------------------- | --------------------------------- | ------------------------------------------ |
| Parigi 1900                                               | Squadra mista Foxhunters Hurlingham | Squadra mista BLO Polo Club Rugby | Squadra mista Bagatelle Polo Club de Paris |
| Parigi 1900                                               | Squadra mista Foxhunters Hurlingham | Squadra mista BLO Polo Club Rugby | Messico                                    |
| Evento non incluso nel programma olimpico nel 1904        |                                     |                                   |                                            |
| Londra 1908                                               | Gran Bretagna Roehampton            | Gran Bretagna Hurlingham Club     | —                                          |
| Londra 1908                                               | Gran Bretagna Roehampton            | Gran Bretagna Irlanda             | —                                          |
| Evento non incluso nel programma olimpico nel 1912        |                                     |                                   |                                            |
| Anversa 1920                                              | Gran Bretagna                       | Spagna                            | Stati Uniti                                |
| Parigi 1924                                               | Argentina                           | Stati Uniti                       | Gran Bretagna                              |
| Evento non incluso nel programma olimpico nel 1928 e 1932 |                                     |                                   |                                            |
| Berlino 1936                                              | Argentina                           | Gran Bretagna                     | Messico                                    |